# 조선내화
조선내화는 제철, 제강, 유리, 시멘트 등 기간재료인 내화물 제품 제조와 판매를 영위하는 코스피 상장기업이다. 한국내 내화물 시장 점유율 1위 기업이며 주요 매출처는 포스코이다. 2014년 9월에는 매출액 대비 38%에 해당하는 규모의 계약을 포스코와 체결하기도 했다. 내화물제조업 외에, 에너지, 기계부품 제조, 골프장 등의 사업 또한 영위하고 있다. 매출은 내화물 63%, 기계부품 24%, 에너지공급 12% 정도이다.
업종 특성상 저임금을 무기로 급성장하는 중국 등지의 기업들과의 경쟁이 심화되고 있으며 엔저를 바탕으로 일본 기업의 경쟁력도 살아나고 있어 전망이 밝지는 않다. 국내외 주요 내화물사들은 가격경쟁력을 위해 중국 등에 현지공장 또는 합작회사를 설립하고 OEM 공급을 받고 있는 상황이다.
매출액은 매분기 2,000억원 남짓 나오고 있으며 매분기 흑자를 내고 있다. 제일모직이 삼성SDI에 흡수합병되면서 2014년 6월 코스피 200 지수 구성 종목으로 편입되었다.

## 역사
일본은 한반도 수탈을 위해 철강 등 물자 생산을 위해 목포에 공장을 세웠으며, 이는 지금도 조선내화주식회사 구 목포공장으로 남아있다. 해방 후인 1947년 5월 이를 미군정이 한국인 민간에 넘긴 것이 조선내화의 시작이다.

## 참고 문헌
1. ↑  [특징주]조선내화, 포스코와 3000억대 공급계약에 강세, 머니투데이 2014.09.11
2. ↑  코스피200, 제일모직 대신 조선내화 편입, 뉴스1 2014.06.20
3. ↑  [특징주]조선내화, 코스피200 편입 기대감에 강세, 서울경제 2014.06.20
4. ↑  세라미스트 편집부 (1998년 8월). “조선내화(주)「이훈동」 회장 그는 누구인가?” (PDF). 《세라미스트》 (한국세라믹학회) 1 (1). 2019년 1월 19일에 원본 문서 (PDF)에서 보존된 문서. 2019년 1월 18일에 확인함.